# Tivonge Rushesha
Tivonge Sacha Rushesha (24 juli 2002) is een voetballer uit Wales die doorgaans als rechtsachter speelt.

## Clubstatistieken
| Seizoen     | Club         | Competitie       | Competitie | Competitie | Competitie | Beker | Beker | Beker | Europa | Europa | Europa | Totaal | Totaal | Totaal |
| Seizoen     | Club         | Competitie       | Wed.       | Dlp.       | Ass.       | Wed.  | Dlp.  | Ass.  | Wed.   | Dlp.   | Ass.   | Wed.   | Dlp.   | Ass.   |
| ----------- | ------------ | ---------------- | ---------- | ---------- | ---------- | ----- | ----- | ----- | ------ | ------ | ------ | ------ | ------ | ------ |
| 2019/20     | Swansea City | EFL Championship | 0          | 0          | 0          | 1     | 0     | 0     | —      | —      | —      | 1      | 0      | 0      |
| Club Totaal | Club Totaal  | Club Totaal      | 0          | 0          | 0          | 1     | 0     | 0     | 0      | 0      | 0      | 1      | 0      | 0      |
| 2023/24     | Reading      | EFL League One   | 4          | 0          | 0          | 7     | 0     | 1     | —      | —      | —      | 11     | 0      | 1      |
| 2024/25     | Reading      | EFL League One   | 14         | 0          | 0          | 4     | 0     | 0     | —      | —      | —      | 18     | 0      | 0      |
| Club Totaal | Club Totaal  | Club Totaal      | 18         | 0          | 0          | 11    | 0     | 1     | 0      | 0      | 0      | 29     | 0      | 1      |
| TOTAAL      | TOTAAL       | TOTAAL           | 18         | 0          | 0          | 12    | 0     | 1     | 0      | 0      | 0      | 30     | 0      | 1      |

1 Button ·
2 Mola ·
3 Holmes ·
4 Elliott ·
5 Mclntyre ·
6 Dean ·
7 Knibbs ·
8 Savage ·
9 Ballard ·
10 Smith ·
11 Azeez ·
12 Mukairu ·
14 Ejaria ·
15 Ehibhatiomhan ·
17 Yiadom  ·
18 Guinness-Walker ·
22 Pereira ·
23 Hutchinson ·
27 Mbengue ·
29 Wing ·
31 Boyce-Clarke ·
Coach: Sellés